# San Rafael, Venustiano Carranza
San Rafael är en ort i Mexiko.   Den ligger i kommunen Venustiano Carranza och delstaten Puebla, i den sydöstra delen av landet, 190 km nordost om huvudstaden Mexico City. San Rafael ligger 280 meter över havet och antalet invånare är 242.
Terrängen runt San Rafael är kuperad söderut, men norrut är den platt. Runt San Rafael är det ganska tätbefolkat, med 104 invånare per kvadratkilometer. Närmaste större samhälle är Venustiano Carranza, 10,0 km sydost om San Rafael. Omgivningarna runt San Rafael är en mosaik av jordbruksmark och naturlig växtlighet.